# کاترین تای
کاترین چی تای (انگلیسی: Katherine Chi Tai؛ زادهٔ ۱۸ مارس ۱۹۷۴ ) یک وکیل آمریکایی است که از مارس ۲۰۲۱ به عنوان نمایندهٔ تجاری ایالات متحده آمریکا خدمت می‌کند. او پیشتر به عنوان مشاور ارشد کمیته امکانات مالی مجلس نمایندگان ایالات متحده آمریکا فعالیت می‌کرد. او نخستین زن رنگین‌پوست در تاریخ آمریکاست که به سمت نماینده تجاری این کشور منصوب می‌شود.